# Piotr Friedrich
Piotr Friedrich (ur. 21 kwietnia 1930 w Zabłociu) – polski reżyser, realizator TV i scenarzysta.

## Ważniejsze daty
1945-1950 - Państwowe Gimnazjum i Liceum Administracyjno-Handlowe w Żywcu 

1948-1950 - Staż aktorski - Teatr Polski w Bielsku-Białej 

1950-1955 - Studia w Państwowej Wyższej Szkole Filmowej w Łodzi, wydział reżyserii filmowej 

1955-1995 - Telewizja Polska w Warszawie. Współpraca z OTV Kraków, OTV Katowice, OTV Łódź 

1978-1980 - Współpraca w organizacji i uruchomieniu Wydziału Radia i Telewizji na Uniwersytecie Śląskim 

W pierwszym pionierskim okresie działalności Telewizji Polskiej, współtwórca nowych, specyficznych dla wymogów telewizji, form reżyserii i realizacji programów. Reżyser kilkuset programów telewizyjnych i filmów: artystycznych, dokumentalnych, oświatowych i dydaktycznych. Wykładowca z zakresu problematyki reżyserii i realizacji programów telewizyjnych.

## Filmografia
/wybór ważniejszych filmów/ 
- Życie jest dla nich - reżyseria i scenariusz
- Pierwsze kroki w wojsku - reżyseria
- Rutyniarz - reżyseria i scenariusz
- Ojciec Maksymilian Kolbe - reżyseria i scenariusz
- Gloria dla Nr 16670 - reżyseria i scenariusz
- Beatyfikacja o. Maksymiliana Kolbego - reżyseria
- Szansa dla Europy - reżyseria i scenariusz

## Programy telewizyjne
/wybór ważniejszych programów i cykli programów TV - reżyseria i realizacja telewizyjna/ 
- Róża podwórza - teatr TV
- Grymasela - teatr TV
- Największy krasnal świata - teatr TV
- Co kto lubi - cykl programów rozrywkowych
- Satyra bez brody - cykl programów satyrycznych
- Telewizyjne Szopki Noworoczne - reżyseria i realizacja
- Satyryczne programy - inscenizacje aktorsko-lalkowe
- Telewizyjne Turnieje Miast - realizacja /cykl 1960-1968/
- Reżyseria pierwszych Festiwali Piosenki /Gdańsk - Hala Stoczni Gdańskiej - następnie Sopot Opera Leśna/
- Reżyseria TV wielu wybitnych spektakli Teatru Telewizji
- Reżyseria, realizacja TV artystycznych programów rozrywkowych i muzycznych /m.in. programów rozrywkowych INTERWIZJI realizowanych we współpracy TVP i Ośrodków telewizyjnych NRD i CSSR

### Wieloletnie cykle programów artystycznych dla dzieci
- Teatrzyk dla przedszkolaków
- Podróże do teatru
- Pora na Telesfora
- Piątek z Pankracym
- Pan Półka i spółka

### Programy oświatowe, dydaktyczne
- Telewizyjna Politechnika /serial kilkudziesięciu programów - współpraca z UNESCO/ - reżyseria i współpraca scenariuszowa

### Telewizyjne programy nauki języków obcych
/seriale a' 30-60 programów/ - reżyseria i scenariusze /współpraca/
- Slim John
- Living in London
- Welcome to English
- Scienty speaks
- Bon jour. Ça va?
- Avec Français
- Entrée libre
- In Italiano
- Willkomen in DDR
- Alles gute
- Мы говорим по Русски
- Kurso de Esperanto

Współpraca z telewizjami: Wielkiej Brytanii, Francji, Niemiec, Włoch, ZSRR.

## Nagrody i wyróżnienia
- Złoty Ekran - za reżyserię "Telewizyjnych programów nauki języków obcych"
- Nagroda UNESCO - za reżyserię programów "Telewizyjna Politechnika"
- Nagroda TVP za scenariusze i reżyserię cyklu programów "Podróże do Teatru"
- Nagroda I st. PRiTV - za reżyserię telewizyjnych programów dla dzieci
- Nagroda I st. PRiTV - za realizację programów oświatowych
- Nagroda I st. Przewodniczącego PRiTV - za całokształt twórczości telewizyjnej